# 坎佩索
坎佩索（西班牙語：Campezo）是西班牙巴斯克自治区阿拉瓦省的一个市镇。总面积85km²，总人口1071人（2001年），人口密度13人/km²。